# Liste der Monuments historiques in La Hérelle
Die Liste der Monuments historiques in La Hérelle führt die Monuments historiques in der französischen Gemeinde La Hérelle auf.

## Liste der Objekte
| Bezeichnung               | Beschreibung                     | Standort                        | Kennzeichnung | Schutzstatus | Datum | Bild |
| ------------------------- | -------------------------------- | ------------------------------- | ------------- | ------------ | ----- | ---- |
| Taufbecken                | Stein, 13. Jahrhundert           | in der Kirche St-Nicolas (Lage) | PM60004020    | Inscrit      | 1989  |      |
| Skulptur Madonna mit Kind | Holz, vergoldet, 18. Jahrhundert | in der Kirche St-Nicolas (Lage) | PM60000914    | Classé       | 1925  |      |